# Paul Chabas
Paul-Émile Chabas (Nantes, 7 de março de 1869 - Paris, 10 de maio de 1937) foi um pintor e ilustrador francês, considerado um dos últimos grandes acadêmicos do chamado fin de siècle.

## Vida e obra
Chabas estudou na Academia Julian de Paris e recebeu treinamento artístico de William-Adolphe Bouguereau e Tony Robert-Fleury, realizando frequentes viagens à Noruega, Argélia e Grécia nos anos seguintes. Expôs pela primeira vez no Salon da Societé des Artistes Français em 1890. Foi agraciado com a medalha de ouro na Exposição Universal de 1900 e com a medalha de honra no Salon de 1912.
Na década de 1890, ilustrou livros de autores como Paul Bourget e Alfred de Musset. Em 1921, tornou-se membro da Academia de Belas-Artes da França e, em 1928, foi condecorado com a Ordem Nacional da Legião de Honra. Foi presidente da Societé des Artistes Français entre 1925 e 1935. Chabas foi um dos últimos grandes nomes do academicismo francês. Suas obras eram bastante procuradas por colecionadores do começo do século XX, incluindo-se os brasileiros.
Executou pinturas com temas histórico-alegóricos, retratos e, sobretudo, nus. Sua produção é repleta de representações de jovens nuas em cenários naturais, imbuídas de caráter sutilmente erótico. Matinee de Septembre, uma de suas obras mais conhecidas (Metropolitan Museum of Art, Nova Iorque, 1910-1912) tornou-se um succès de scandale nos Estados Unidos em 1913, quando Anthony Comstock, chefe da Sociedade Nova-iorquina para a Supressão do Vício, protestou contra a suposta imoralidade da pintura, que se encontrava em Chicago por ocasião de uma exposição temporária, garantindo-lhe, assim, ampla publicidade.